# Rivière de Saïgon
La rivière de Saïgon (en vietnamien : Sông Sài Gòn) est une rivière située dans le sud du Viêt Nam qui prend sa source près de Phum Daung au sud-est du Cambodge, coule vers le sud, puis vers le sud sud-est sur environ 225 km avant de traverser Hô Chi Minh-Ville (anciennement Saïgon, ville qui prit probablement le nom de la rivière lors de l'arrivée des Viêts dans la région au XVIIe siècle), et de se jeter finalement dans le fleuve Soài Rạp (sông Soài Rạp), qui lui-même se jette dans la mer de Chine méridionale à 20 km au nord-est du Delta du Mékong. 
Deux étymologies concurrentes expliqueraient cet hydronyme : pour les uns, il s'agirait d'une déformation du terme Taï-kong, signifiant « le fleuve (kong, cf. mandarin standard 江 jiāng) de l'ouest (taï, cf. mandarin standard 西 xī) », tandis que pour les autres, il viendrait de Xaï-gon, c'est-à-dire « la digue (gon) extrême (xaï) ». 
La rivière de Saïgon possède deux affluents en amont de Hô Chi Minh-Ville. Le premier est la Dong Nai, à 29 km au nord de la ville, et le second la Ben Cat, à l'entrée de celle-ci. Le cœur historique de Hô Chi Minh-Ville est délimité au nord par l'arroyo de l'Avalanche (Rạch Thị Nghè), à l'est par la rivière de Saïgon et au sud par l'arroyo Chinois (Kênh Bến Nghé).
Elle constitue la principale source en eau de Hô Chi Minh-Ville ainsi que l'hôte du Port de Saïgon, lequel avait, en 2006, un trafic annuel de marchandise de 35 millions de tonnes. 
Le « Binh Quoi Tourist Village » est situé sur la presqu'île de Thanh Da sur la rivière de Saïgon, dans le district de Binh Thanh (un des arrondissements de Hô Chi Minh-Ville).

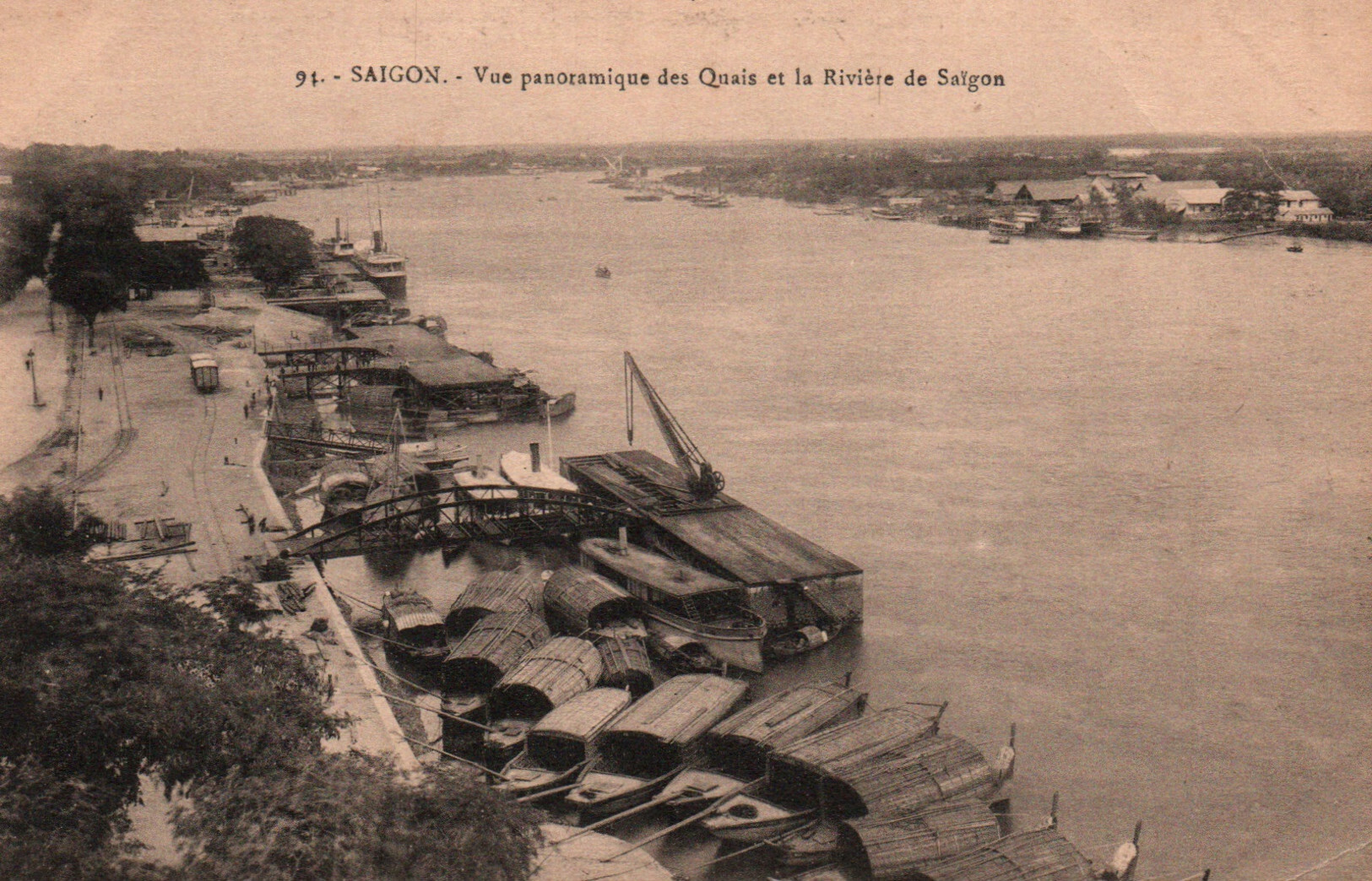
Vue sur la rivière au début du XXe siècle
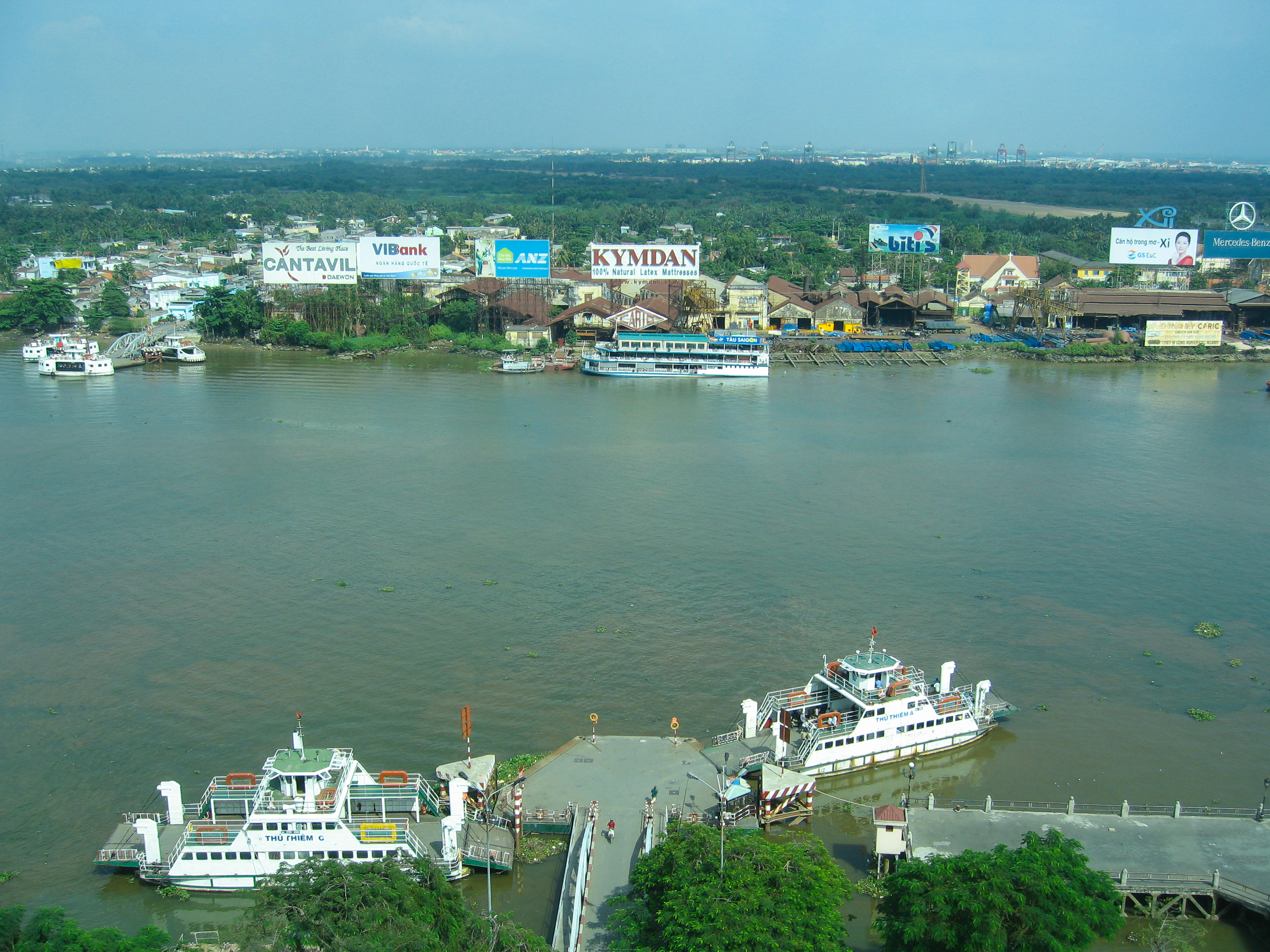
Car ferry de Thu Tiem (en fonctionnement jusqu'en 2012)
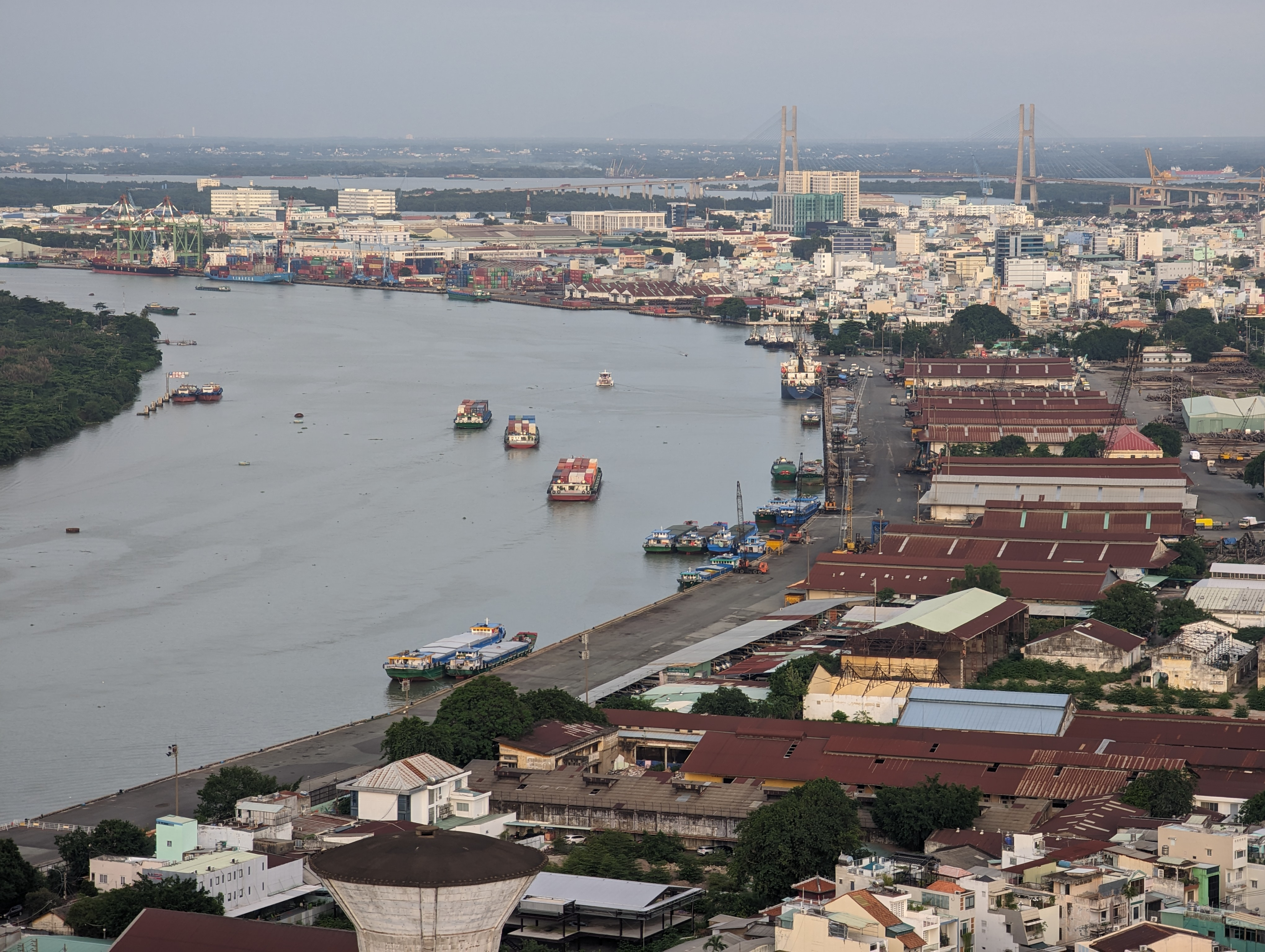
Port de Saigon dans le 4e arrondissement de Hô Chi Minh-Ville
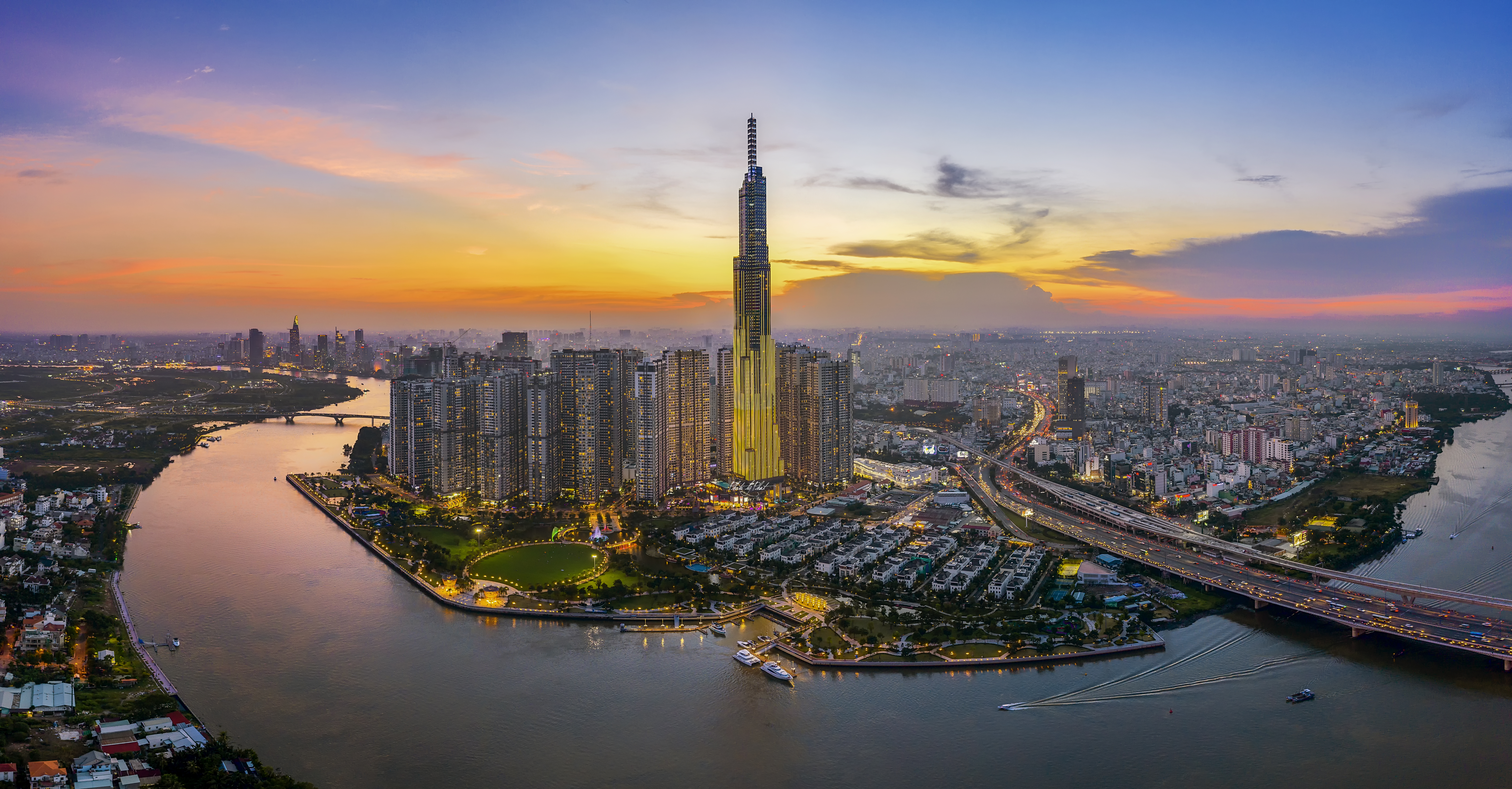
Vue sur la rivière dans le district de Bình Thạnh, avec le Landmark 81 au centre
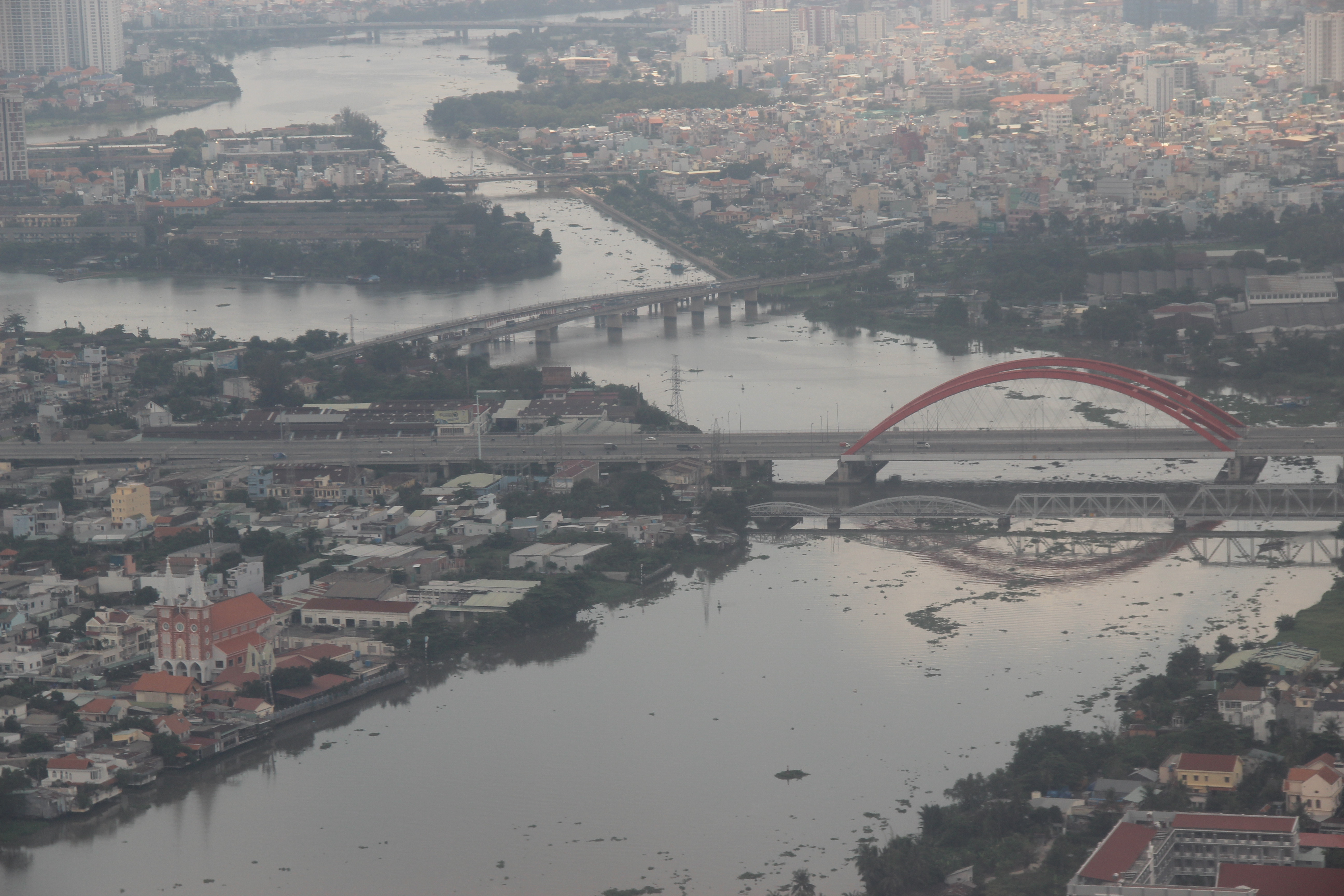
Rivière Saigon et canal Thanh Da
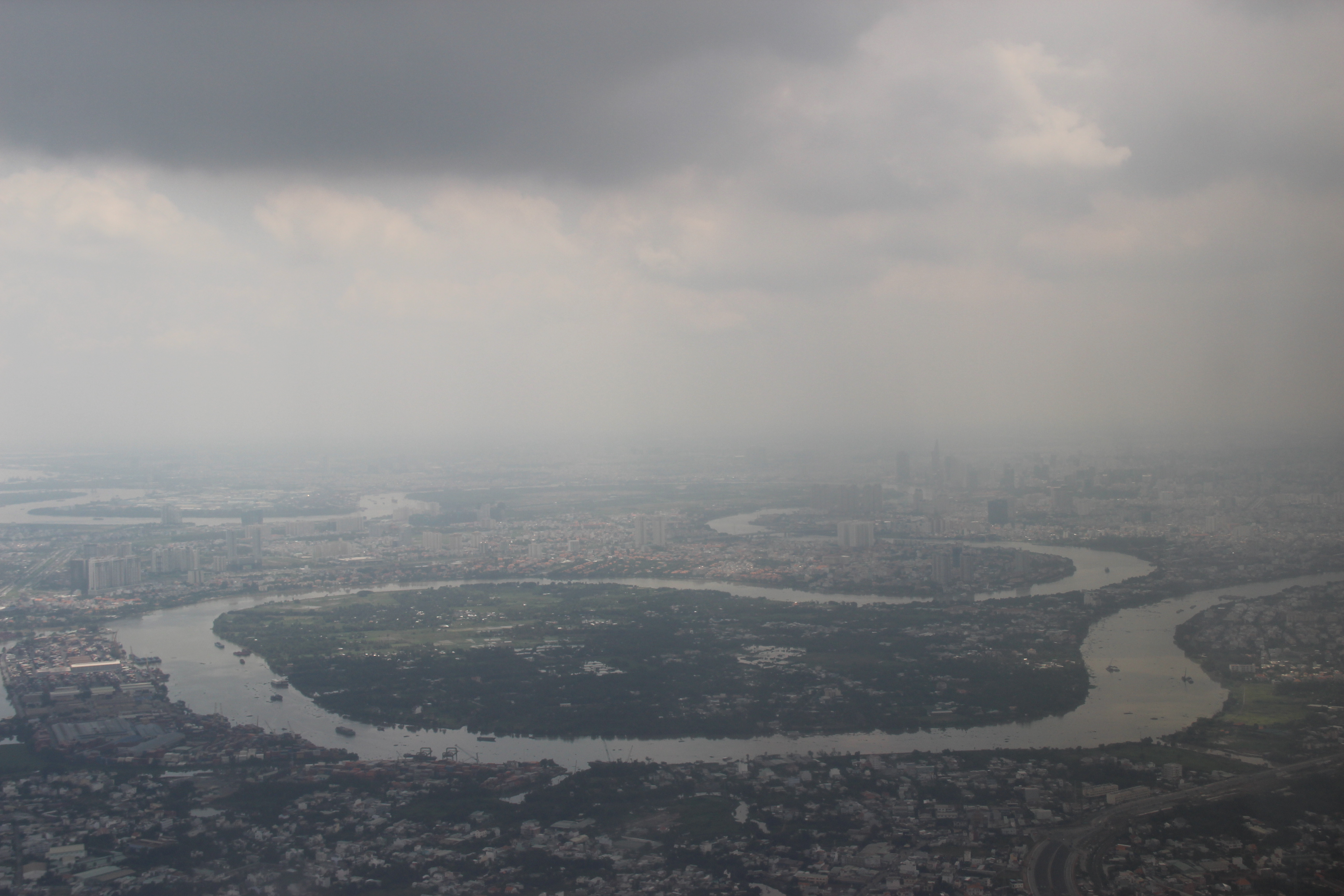
La rivière de Saïgon vue d'un avion à l'atterrissage
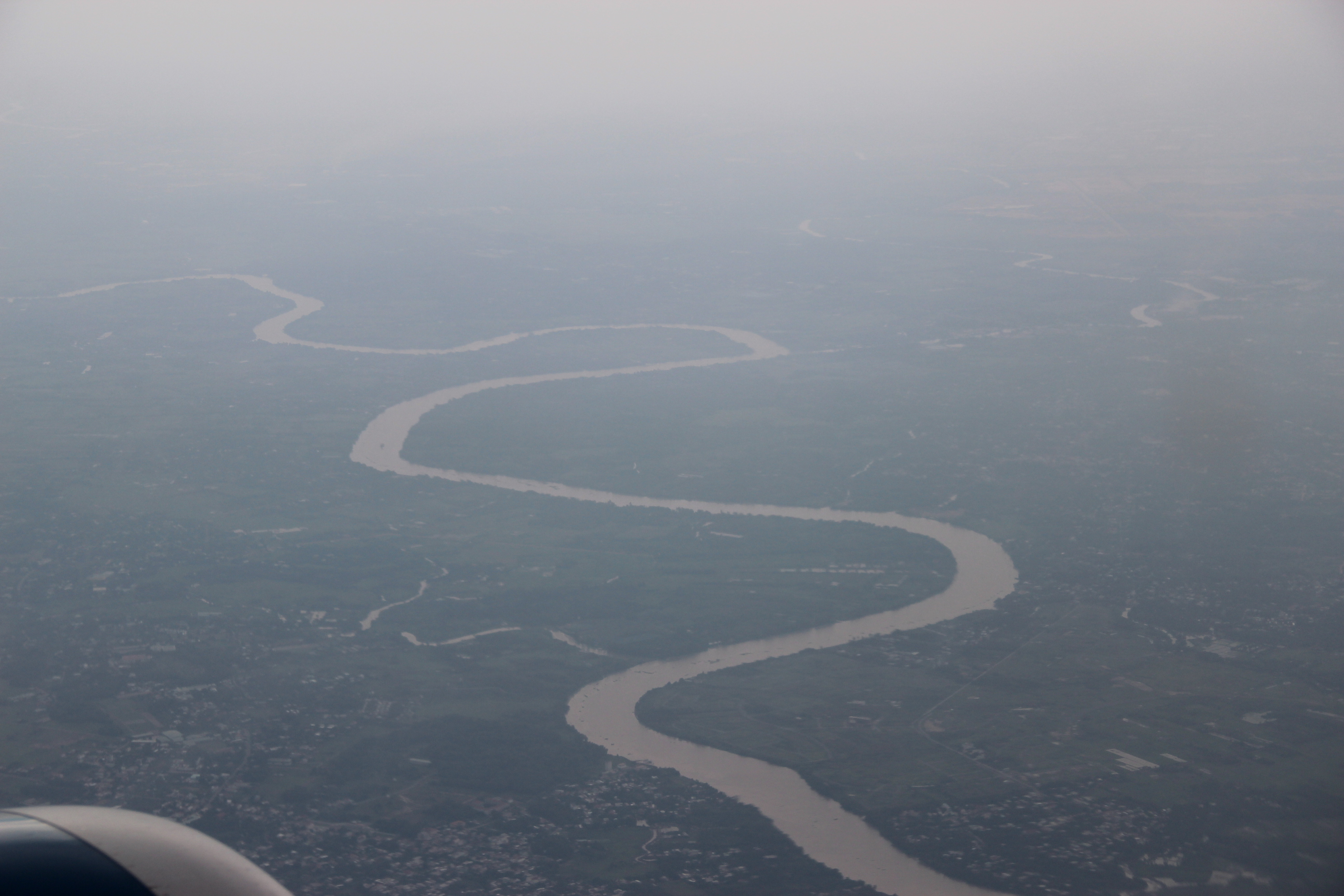
Vue sur la rivière à la frontière de Thu Dau Mot et district de Cu Chi
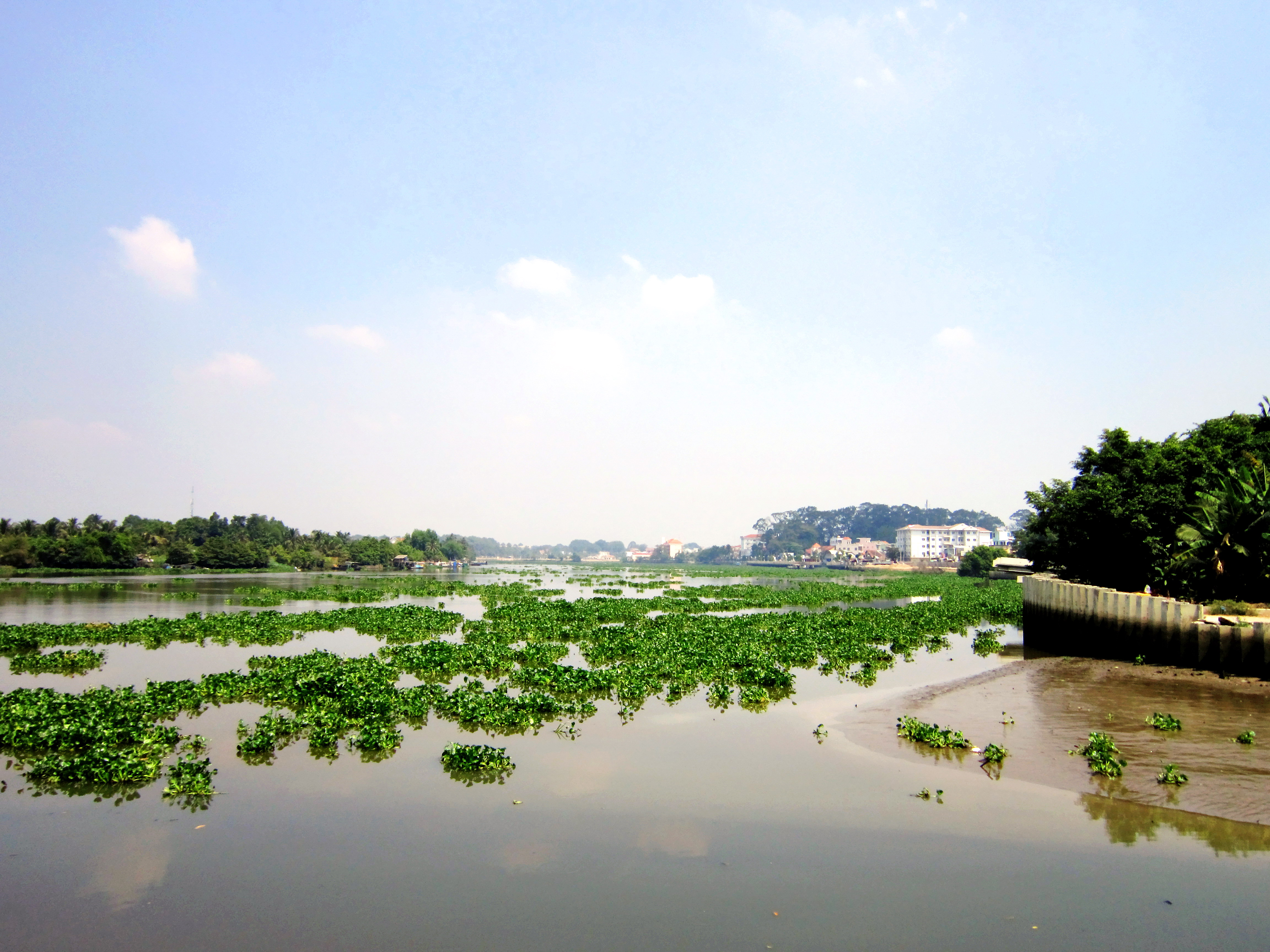
La rivière à Thu Dau Mot
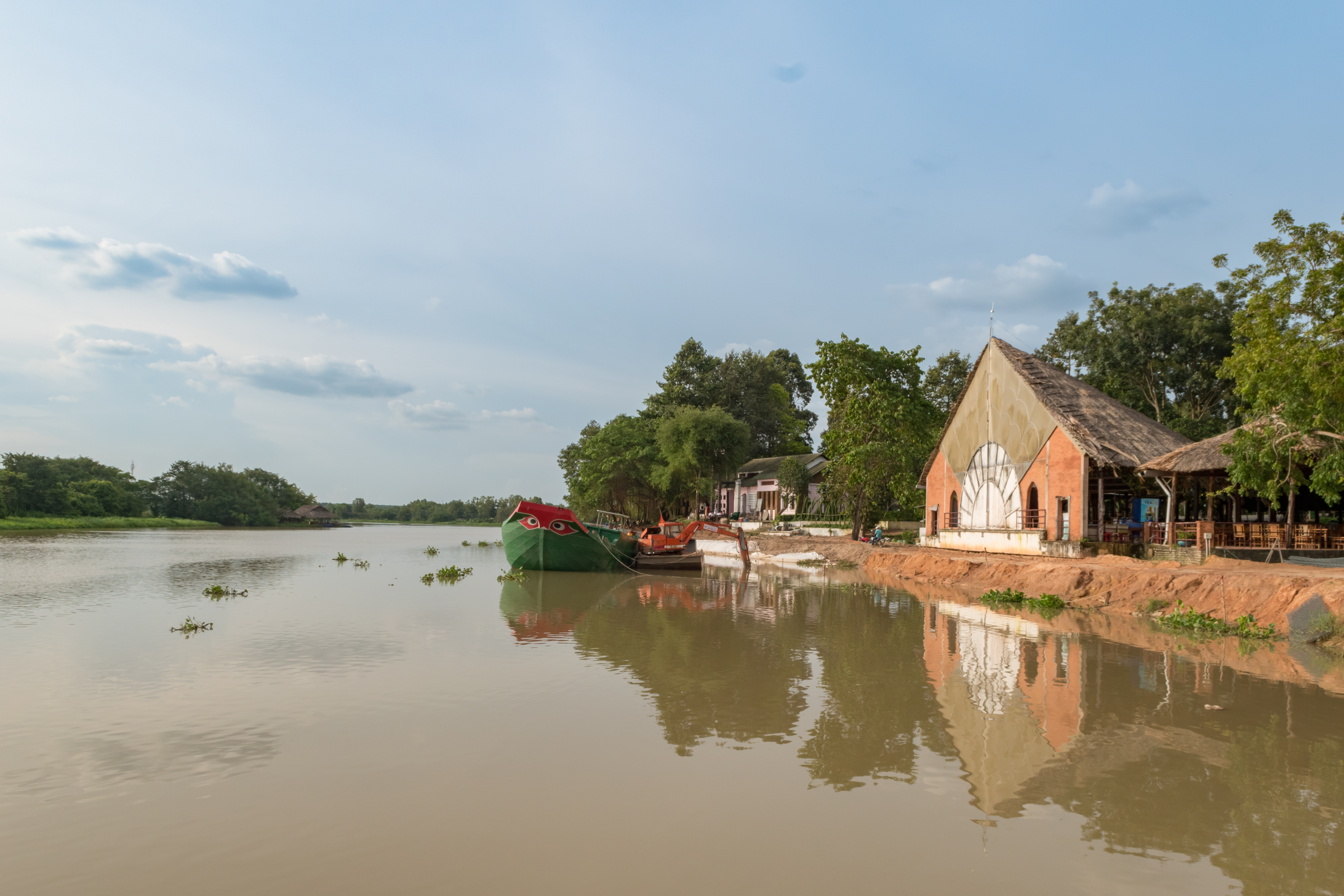
La rivière dans le district de Củ Chi, à côté du site du Temple commémoratif de Bến Dược
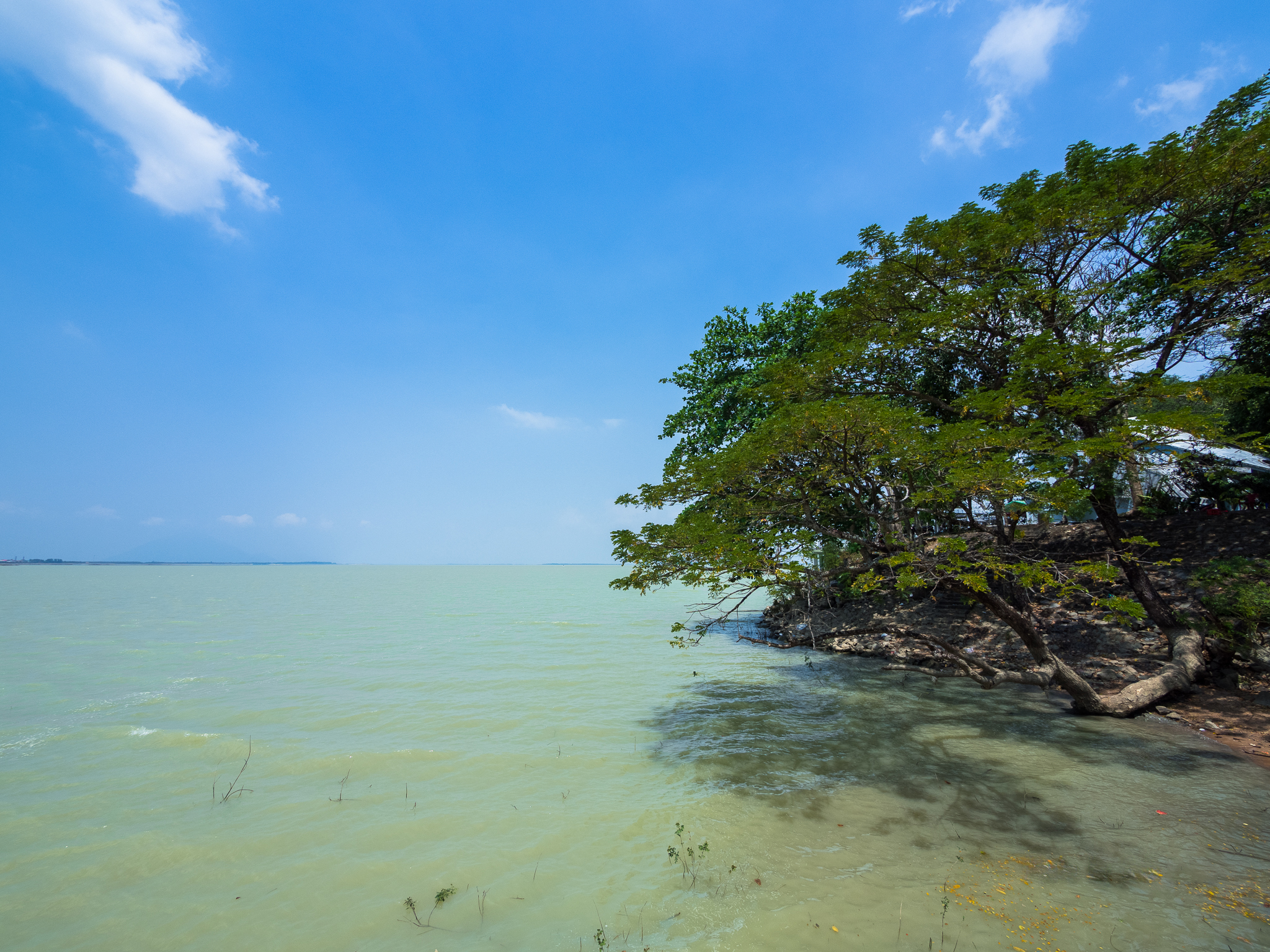
Vue du lac Dau Tieng